# Autopolis
Autopolis (オートポリス, Ōtoporisu) is een racecircuit dat gelegen is op het grondgebied van de Japanse stad Hita in de prefectuur Ōita.

Hoewel het voldoet aan hoge internationale eisen wordt het circuit vooral gebruikt voor landelijke raceklasses.

## Geschiedenis
Het circuit werd gebouwd met de investeringen van de projectontwikkelaar Tomonori Tsurumaki ter grootte van $500 miljoen dollar. Het circuit werd ontworpen door Yoshitoshi Sakurai, die verbonden was met het Honda F1-team in de jaren '60.
De enige internationale race gehouden op het Autopolis circuit was de 430 km van Autopolis in 1991 als laatste race van het Sportwagen Kampioenschap 1991, gewonnen door Michael Schumacher en Karl Wendlinger in een Mercedes-Benz C291 van het Sauber-team.
Autopolis organiseerde zijn eerste Super GT-race in 1999: de race in het All Japan Grand Touring Car Championship, werd gewonnen door Tom Coronel and Hidetoshi Mitsusada in een Honda NSX-GT van het team Nakajima Racing. Na een afwezigheid van drie jaar organiseert het circuit sinds 2003 met regelmaat races in deze serie. Autopolis organiseerde zijn eerste Super Formula-race in 2006, en maakt op sommige jaren na, steeds deel uit van dit kampioenschap.
Autopolis werd overgenomen door Kawasaki in 2005.
Tegenwoordig worden de volgende evenementen gehouden op het circuit: Super GT, D1 Grand Prix, Super Formula, MFJ Superbike en Super Taikyu.

### Formule 1

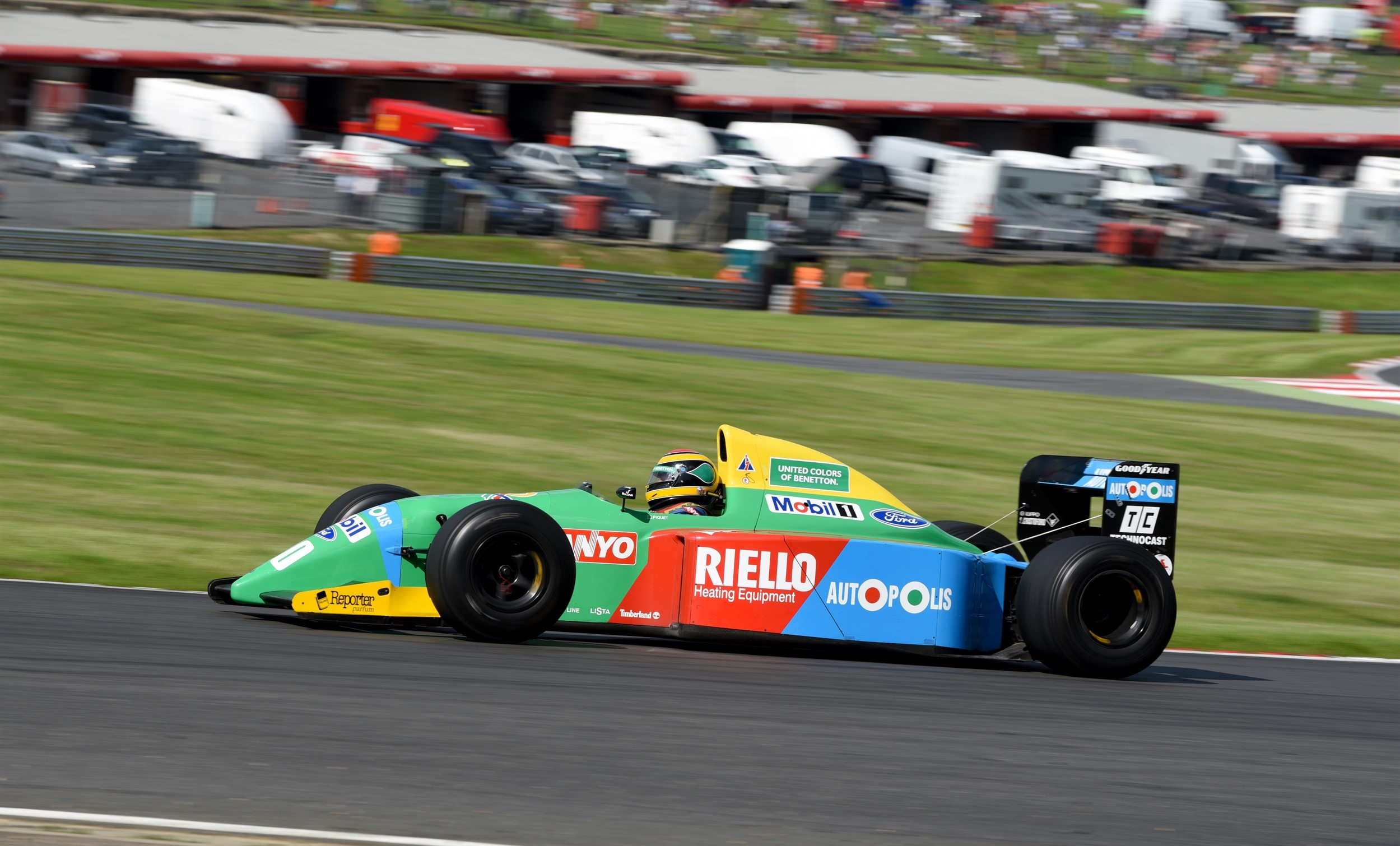
Benetton B190 Formule 1-wagen met Autopolis logo's

Om het circuit te promoten voor de organisatie van een Formule 1-race, was het de sponsor van het Benetton Formula 1-team in 1990 en 1991. De wagens hadden duidelijke Autopolis logo's. Bezoekers van het circuit die naar de Sportwagen Kampioenschap-races kwamen kijken gaven helaas kritiek op de locatie vanwege het feit dat hotels ver weg liggen, op een paar uur rijden en vonden het daarom niet geschikt voor een Formule 1-race.
Tsurumaki investeerde echter te veel in paarden races  en schilderijen van bekende schilders zoals Chagall, Van Gogh, Magritte, Monet, Picasso en Renoir, en zijn bedrijf, Nippon Tri-Trust ging bankroet in 1993. Het circuit en de schilderijen kwamen toen in handen van Hazama Ando die verantwoordelijk was voor de bouw van het circuit. Uiteindelijk ging de geplande Grand Prix van Azië, die op de Formule 1-kalender van 1993 stond, niet door en werd vervangen door de Grand Prix van Europa op het circuit Donington Park.

## Ligging
Het circuit ligt op een hooggelegen deel van het eiland Kyushu, waardoor de atmosferische druk er lager is dan op zeeniveau. Het heeft een hoogteverschil van 50 meter, het eerste gedeelte van het circuit is vooral bergaf en het tweede gedeelte bergop.

## Games
Autopolis is een speelbaar circuit in Gran Turismo Sport, Need for Speed: Pro Street, Need for Speed: Shift en Shift 2: Unleashed.